# Franco Ragusa
Franco Marcelo Ragusa Nappe (Viña del Mar, Chile, 22 de julio de 1993), es un futbolista chileno que juega como mediocampista, actualmente en Concón National de la Segunda División Profesional de Chile.

## Trayectoria
Fue parte de las categorías inferiores de Everton siendo ascendido al primer equipo por el técnico Nelson Acosta. Es hermano de Stefano Ragusa, campeón con el mismo club en 2008. 
Durante 2012 fue parte del plantel profesional de Barnechea Fútbol Club, concretando una gran campaña al mando del DT Mario Salas, técnico que posteriormente lo nominaría a la Selección Sub-20 de Chile para el Sudamericano de 2013, realizado en Argentina. En dicho torneo, en el partido contra Colombia, tras la expulsión en el minuto 80' del arquero titular Melo por una falta penal, Ragusa tomó su posición pues ya se había realizado los tres cambios, y aunque no atajó el lanzamiento, logró mantener el arco sin más goles en contra. El partido terminó 2 a 1 a favor de Chile, y con esto clasificó a la siguiente fase. Ha tenido una larga carrera en el fútbol chileno y se caracteriza por su buena pegada.

## Selección nacional
Formó parte del equipo de sparring que usó Marcelo Bielsa para entrenar con la Selección Nacional de Chile. Estuvo a punto de debutar con la selección adulta de su país el 22 de enero de 2011 en el partido amistoso frente a Estados Unidos.
El 9 de enero de 2012 fue llamado a la selección sub-20 por el DT Mario Salas (su extécnico en Barnechea) para participar del Sudamericano Sub-20 2013 a realizarse en Argentina. En el partido contra Colombia y luego de la expulsión en el minuto 80' del arquero titular Melo contra Colombia por una falta penal, Ragusa quedó en su posición pues no había cambios, y aunque no atajó el penal, se lució con espectaculares salvadas al arco nacional y defendiéndolo de que agranden el resultado, que terminó 2 a 1 a favor de Chile, y con esto clasificó a la siguiente fase. 
.

## Estadísticas
| Everton · Chile | 1.ª              | 2010             | 1  | 0 | 1 | 0 | - | - | 2  | 0 |
| Everton · Chile | 2.ª              | 2011             | 5  | 1 | 1 | 0 | - | - | 6  | 1 |
| Everton · Chile | Total club       | Total club       | 6  | 1 | 2 | 0 | 0 | 0 | 8  | 1 |
| Barnechea · Chile                                                                                                  | 2.ª              | 2012             | 25 | 4 | 2 | 1 | - | - | 27 | 5 |
| Barnechea · Chile                                                                                                  | Total club       | Total club       | 25 | 4 | 2 | 1 | 0 | 0 | 27 | 5 |
| Everton · Chile | 1.ª              | 2013             | 12 | 2 | - | - | - | - | 12 | 2 |
| Everton · Chile | Total club       | Total club       | 12 | 2 | 0 | 0 | 0 | 0 | 12 | 2 |
| Total en carrera                                                                                                   | Total en carrera | Total en carrera | 43 | 7 | 4 | 1 | 0 | 0 | 47 | 8 |
| Estadísticas actualizadas a la fecha: 25 de mayo de 2013. (1)Incluye datos de la Copa Chile (2010, 2011 y 2012-13) |                  |                  |    |   |   |   |   |   |    |   |